# Étienne de Rouen
Étienne de Rouen (en latin : Stephanus Rothomagensis ; mort en 1170) est un chroniqueur et poète normand du XIIe siècle.

## Biographie
Moine bénédictin de l'abbaye Notre-Dame du Bec, neveu de Bernard du Bec, il est l'auteur du poème épique Draco Normannicus (« Dragon Normand »), une œuvre écrite entre 1167 et 1170 se rattachant à la légende arthurienne, et dédiée à Henri II Plantagenêt, duc de Normandie et roi d'Angleterre (1154–1189).
Le Draco Normannicus est une épopée latine de 4 388 vers, divisée en trois livres. Longtemps disparue, l'œuvre fut retrouvée au XIXe siècle en Italie par le cardinal Angelo Mai, conservateur de la bibliothèque du Vatican. Comme d'autres avant lui, Étienne de Rouen célèbre les exploits de Rollon, chante les hauts faits de Guillaume le Conquérant, mais se signale par l'exaltation fanatique des origines nordiques. On suppose que ce texte a été influencé par l'Ilias de Simon Chèvre d'Or.